# Rue Jacques-Prévert
La rue Jacques-Prévert est une voie du 20e arrondissement de Paris, en France.

## Situation et accès
La rue Jacques-Prévert est une voie publique située dans le 20e arrondissement de Paris. Elle débute au 37, rue des Amandiers et se termine au 18, rue de Tlemcen.

## Origine du nom

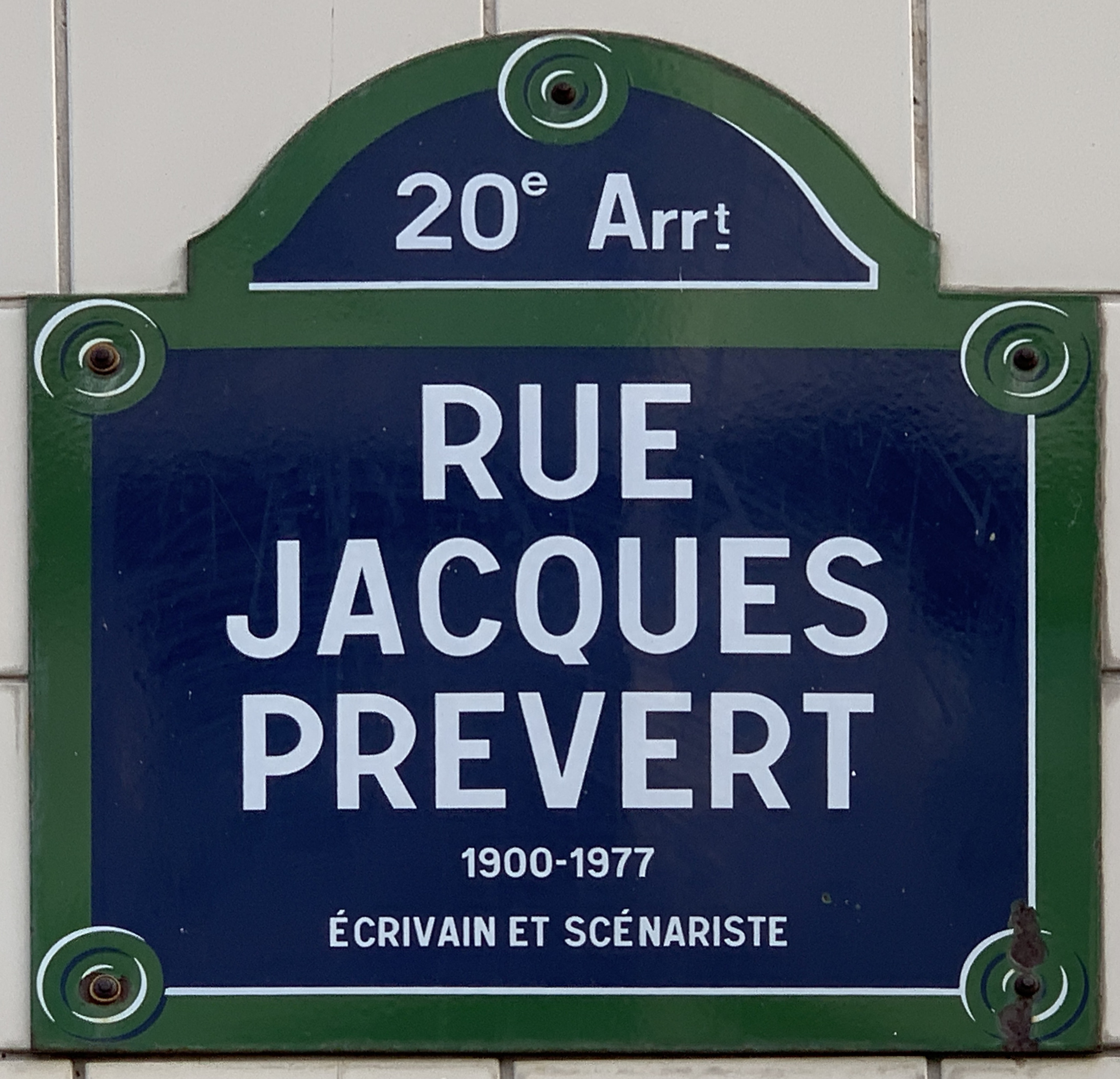
Plaque de la rue.

Elle porte le nom du poète et scénariste français Jacques Prévert (1900-1977).

## Historique
La voie est créée dans le cadre de l'aménagement de la ZAC des Amandiers sous le nom provisoire de « voie CW/20 » et prend sa dénomination actuelle par un arrêté municipal du 12 février 1987. 